# バリー (DD-2)
|          |                                      |
| 艦歴     |                                      |
| 発注     |                                      |
| 起工     | 1899年9月2日                         |
| 進水     | 1902年3月22日                        |
| 就役     | 1902年11月24日                       |
| 退役     | 1919年6月28日                        |
| その後   | 1920年1月3日にスクラップとして売却   |
| 除籍     | 1919年9月15日                        |
| 性能諸元 |                                      |
| 排水量   | 420トン                              |
| 全長     | 250 ft (76.2 m)                      |
| 全幅     | 23.7 ft (7.19 m)                     |
| 吃水     | 6 ft 6 in (1.98 m)                   |
| 機関     |                                      |
| 最大速   | 28ノット (52 km/h)                   |
| 乗員     | 士官、兵員75名                       |
| 兵装     | 3インチ砲2門、 18インチ魚雷発射管2門 |

バリー (USS Barry, Destroyer No. 2/DD-2) は、アメリカ海軍の駆逐艦。ベインブリッジ級駆逐艦の2番艦。艦名はジョン・バリー 代将に因む。

## 艦歴
「バリー」は1899年9月2日にペンシルベニア州フィラデルフィアのネーフィー・アンド・レヴィー・シップ・アンド・エンジン・ビルディング社で起工、1902年3月22日にシャーロット・アダムズ・バーンズ（バリー代将の曾姪）によって進水し、1902年11月24日に艦長N・E・アーウィン大尉の指揮下就役した。
「バリー」は北大西洋艦隊沿岸戦隊の第1水雷小艦隊に配属され、1903年の夏はニューイングランド沖で艦隊演習に従事した。1903年12月に東海岸を出港しスエズ運河経由でアジアステーションに向かい、1904年4月に到着した。
アジアステーションでは1917年8月まで戦艦戦隊の第1水雷小艦隊に所属したが、1908年4月2日から12月21日、1912年10月21日から1913年6月24日までの間は予備役にあった。
「バリー」は1917年8月1日にフィリピンを出発し、スエズ運河経由でジブラルタルへ向かい10月20日に到着した。1918年8月まで地中海で商船を護衛し、1918年9月5日にサウスカロライナ州チャールストンに到着、同年の残りは哨戒および船団護衛任務に就いた。1919年1月にフィラデルフィア海軍工廠に向けて出航し、6月28日に退役、1920年1月3日に売却されその後スクラップとして廃棄された。